# 莱阿勒
莱阿勒（法語：Les Halles，法語發音：[le al] ⓘ）是法国罗讷省的一个市镇，属于里昂区。

## 地理
莱阿勒（45°43'8"N, 4°25'56"E）面积3.09 平方千米，位于法国奥弗涅-罗讷-阿尔卑斯大区罗讷省，该省份为法国中东部省份，北起顺时针与索恩-卢瓦尔省、安省、里昂大都会、伊泽尔省和卢瓦尔省接壤。
与莱阿勒接壤的市镇（或旧市镇、城区）包括：圣洛朗德沙穆塞、苏济。

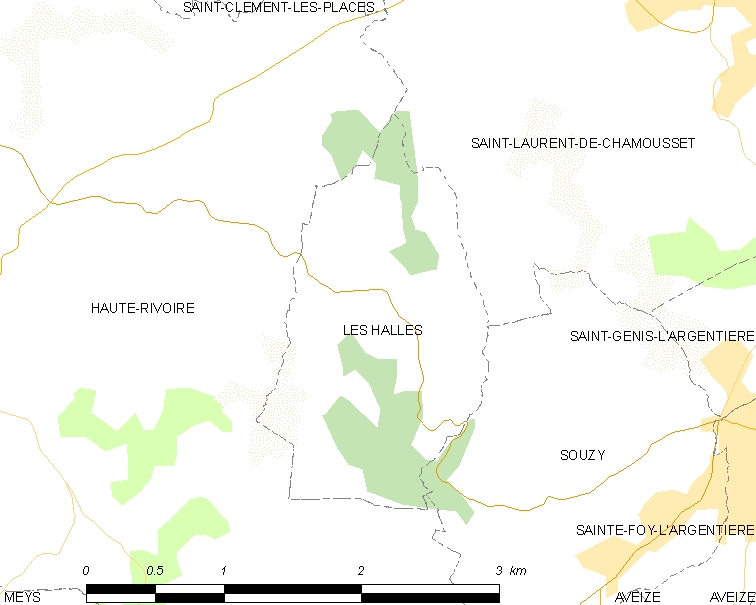
莱阿勒的OSM定位图

莱阿勒的时区为UTC+01:00、UTC+02:00（夏令时）。

## 行政
莱阿勒的邮政编码为69610，INSEE市镇编码为69098。

## 政治
莱阿勒所属的省级选区为拉尔布雷勒县。

## 人口

1962-2008年间莱阿勒人口变化图示

莱阿勒于2022年1月1日时的人口数量为481人。